# 高崎川 (千葉県)

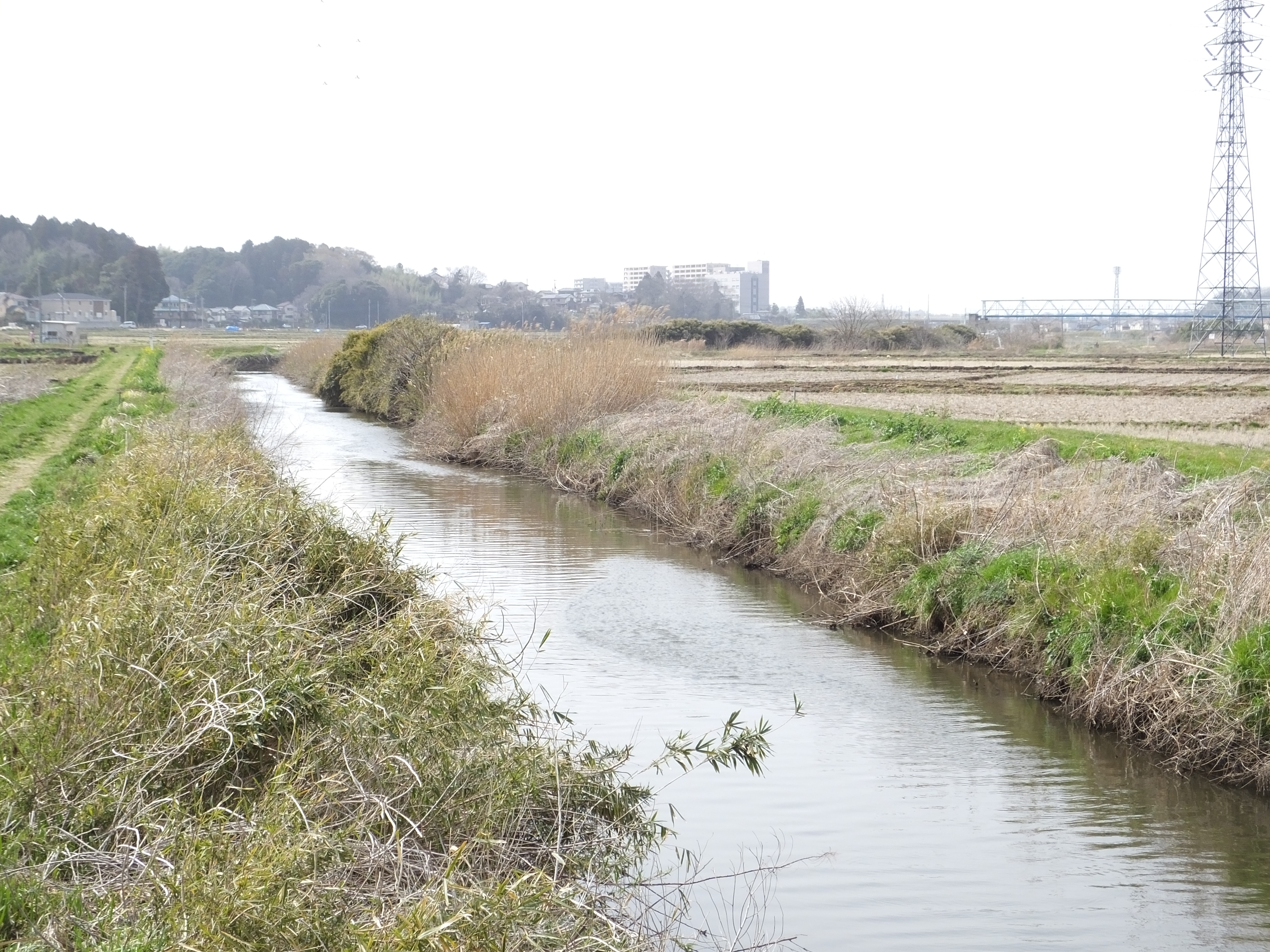
大戸刈橋付近より下流方

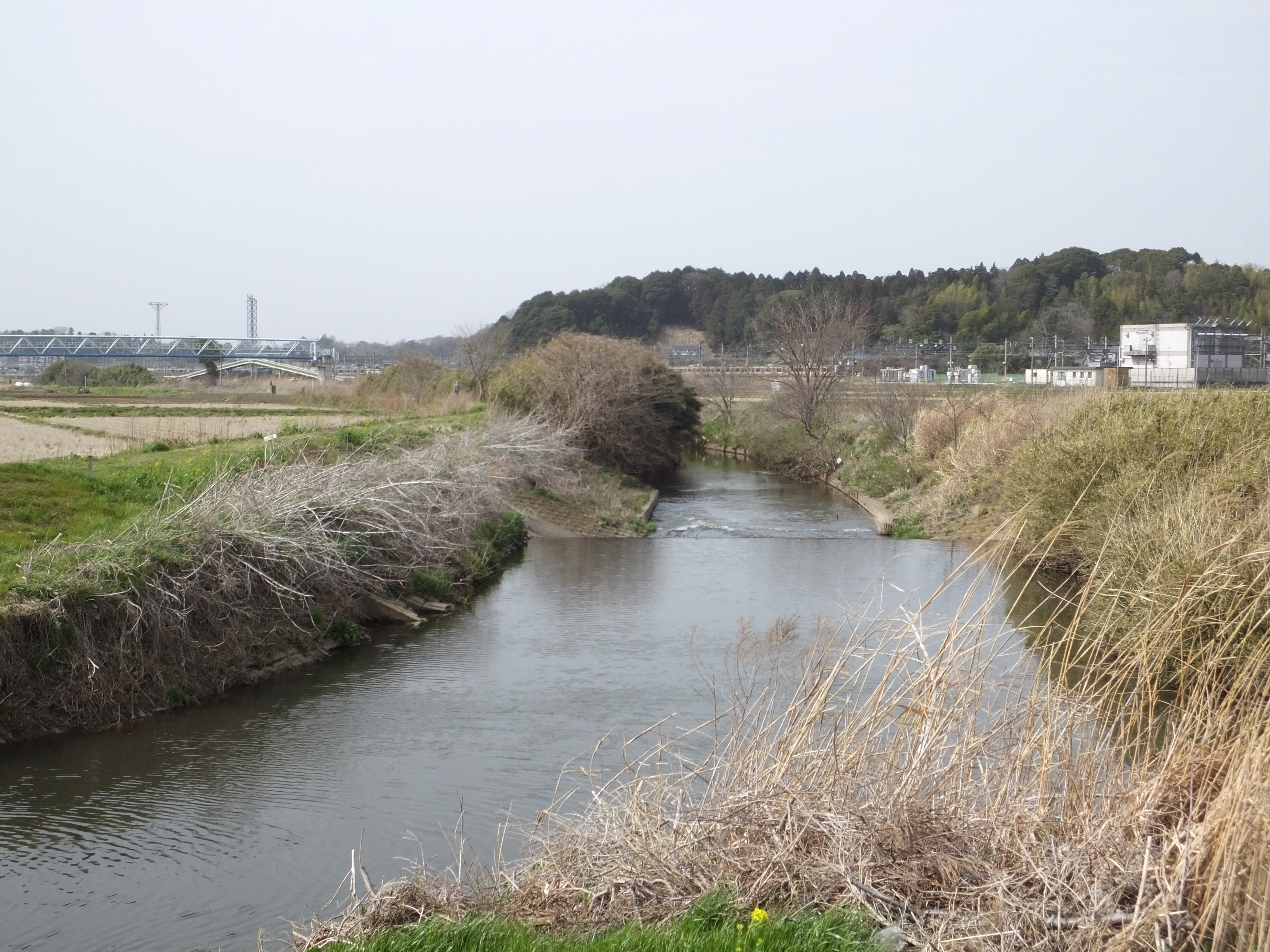
高崎川（右）に合流する南部川（左）

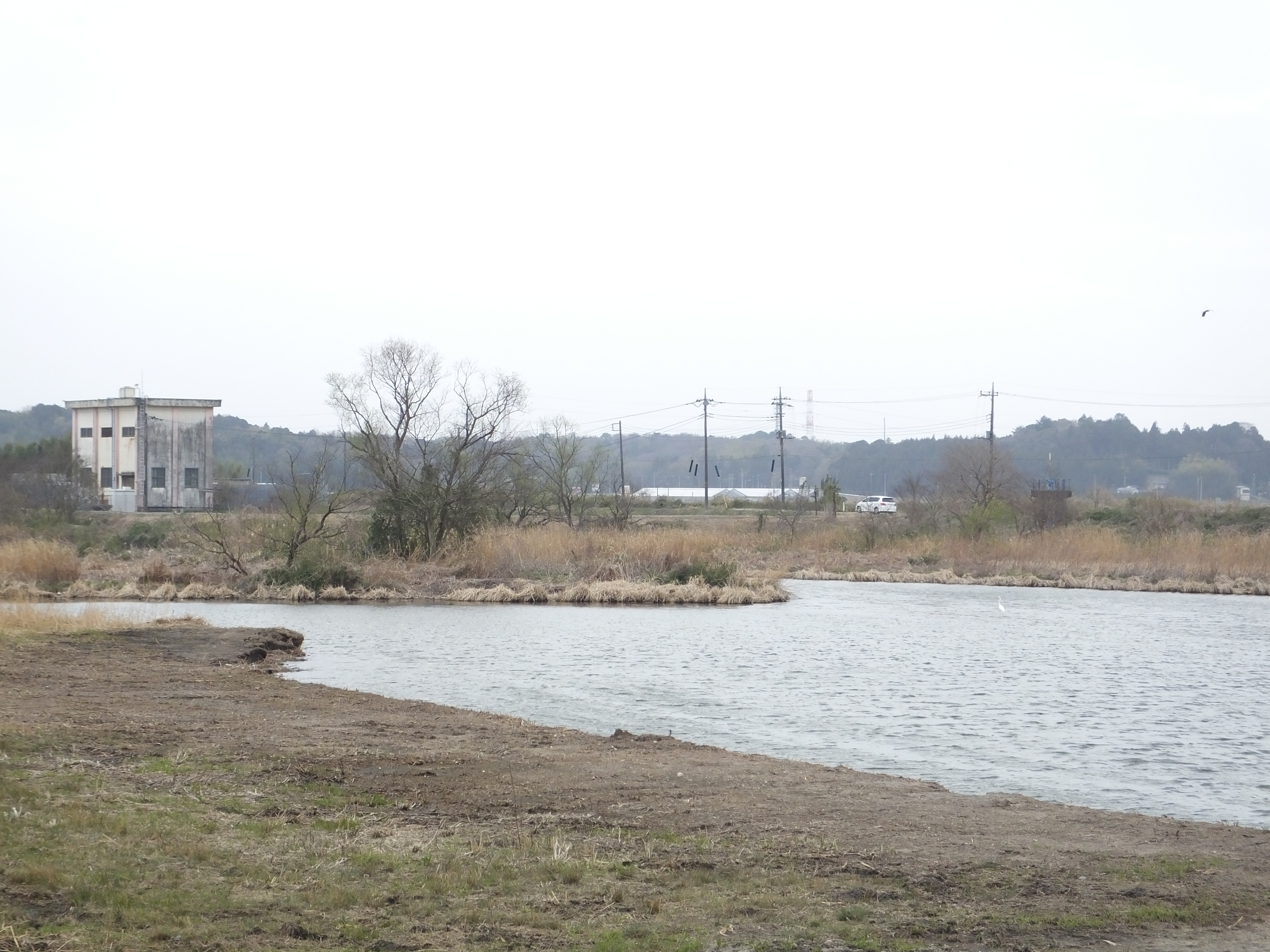
鹿島川（右）に流入する高崎川（左）

高崎川（たかさきがわ）は、千葉県中央部を流れる利根川（印旛沼）水系の一級河川。

## 地理
八街市中心部の大池付近に源を発し北流する。源流部は住宅団地により暗渠化されている部分があり、長谷付近より地上のみを流れるようになる。市北部の文違付近で大池調整池に流入し、以降富里市との市境付近を流れる。中沢付近で八街市朝日付近を水源とし、富里市十倉・高野・立沢を流域とする支流を合わせるが、富里市では高崎川の水源を「七栄・高野・八街市の3カ所」としておりこの支流も含め「高崎川」と総称している。富里市内は高崎川の谷津が多く、水害が昔から頻発していたため支流域等に調整池が多く設けられている。また蛇行して流れていたことから流域では「九頭竜様のお札」や「長池の大蛇」のような蛇にまつわる伝承も残っている。
流れを西に変えた高崎川は印旛郡酒々井町に入り、JR成田線沿いを流れる。佐倉市に入ると高岡付近で支流の南部川を合わせ、JR総武本線を越えて佐倉市街地に入る。竜灯橋で寺崎都市下水路を合わせると市街地を抜け北西流し、寺崎付近で鹿島川に流入する。酒々井町馬橋の千葉県道76号成東酒々井線新堤大橋より下流部6.07kmが一級河川に指定されている。

## 治水
高崎川は印旛沼開発事業の一環で1969年（昭和44年）まで河川改修が行われたが、前述の通り流域では水害が多発しており、特に平成3年台風15号・平成8年台風17号・平成13年10月10日豪雨では水が溢れ、道路冠水や床上浸水等流域で大きな被害が出た。高崎川流域の2市2町（現在は3市1町）で雨水対策を円滑に進めるため、1992年（平成4年）に高崎川流域雨水対策協議会が設置された。流域自治体での協議の上、国や千葉県に治水対策の要望を行っている。
市街地である下流部では平成3年台風15号以降、寺崎都市下水路を含む抜本的な河川改修の必要性が唱えられた。都市化によるヘドロ堆積対策も兼ね、1995年（平成7年）度に寺崎橋より河口までの掘削・築堤が行われた。それを皮切りに城南橋・樋之口橋付近でも浚渫が行われた他、1997年（平成9年）度からはJR総武本線・成田線橋梁（当初は寺崎都市下水路合流地点）より下流の2,650mについて長期間にわたる河川改修（総事業費60億7,000万円）が続けられている。樋門・逆止弁の設置も進み、排水ポンプ設備は1992年度の整備開始以降2003年（平成15年）度までに寺崎都市下水路を含む本設9か所・仮設4か所まで増設された。にもかかわらず2001年（平成13年）10月10日の豪雨では被害が大きく、河川事業の効果を疑問視する意見も出た。排水ポンプを整備しても排出先の高崎川の流出能力が追い付いていないと効果が無いため、対策として八千代市村上にある印旛放水路の大和田排水機場を活用し、予め印旛沼の水位を下げておくことや印旛沼自体の改修の必要性も出たが、寺崎都市下水路からの流入量増加に対するものとして寺崎南部調整池の設置と大崎台調整池の改修が行われた。下流部の負担軽減のため上流部でも貯留設備の増設を行っており、河川全体で計画貯留量48万1,195立方メートルの確保を目指している。2001年（平成13年）豪雨以降は暫く目立った水害が起きなかったが、2013年（平成25年）10月台風にて高崎川南公園前排水ポンプ場の水位計が破損し、ポンプが停止する事故が発生。復旧と対策の他、河川堤防の緊急的な嵩上げを2014年（平成26年）5月までに実施した。当初2013年（平成25年）度の事業完了予定であった河川改修事業は2018年（平成30年）度まで延長され、現在も続けられている。
源流部の八街市では冠水対策として大池調整池が整備されている。2002年（平成14年）度より築造に着手し、2004年（平成16年）度に下流池と連絡水路が完成。続いて2007年（平成19年）度より上流池の築造に着手した。全体の容量は約91,000立方メートルで、JR八街駅北側より文違・朝日にかけての53haの雨水を処理する。その後2012年（平成24年）度より4年間かけて八街駅北側市街地への大池第3雨水幹線の延伸も予定されている。

### 普通河川区間の管理問題
高崎川の一級河川と普通河川との境界は酒々井町の新堤橋である。だがそれより上流側の区間において、地方分権一括法施行による国有財産譲渡手続で青道部分を酒々井町へ移譲する際に、新堤橋から高野台橋までの間は公図と実際の水路とに相違があり、また高野台橋から富里市境までの間は公図に水路が記載されていなかった。昭和40年代の土地改良事業で公図の水路記載が抹消されてしまったのが原因だが、そのため酒々井町はこの譲与申請を見送らざるを得ず、町内の普通河川区間は現在千葉県の農業振興センターの管理下にある。
以前より護岸対策が不十分で堤防が崩落しており、東日本大震災により更なる被害も出たためこの区間の移譲が今後の課題である。なお高野台橋より上流域では1974年（昭和59年）以降の県営灌漑排水事業で既に護岸対策が終わっており、また2013年（平成25年）の東関東自動車道酒々井IC新設（高崎川を跨ぐ）に合わせて一部盛り土工事やカルバート工事も行われた。

## 主な橋
- 鷹匠橋（国道296号バイパス）
- 寺崎橋
- 竜灯橋
- 城南橋（佐倉駅前通り）
- 樋之口橋
- 鏑木橋（千葉県道65号佐倉印西線）
- 皿田橋
- JR総武本線・成田線
- 大戸刈橋
- 長熊大橋（国道51号）
- 本橋
- JR総武本線
- 境田橋
- 新堤大橋（千葉県道76号成東酒々井線）
- 小川戸橋
- 大川戸橋（千葉県道77号富里酒々井線）
- 高野台橋（東関東自動車道）
- 飯積橋

## 支流
- 寺崎都市下水路
- 南部川　準用河川
  - 勝田川
    - 米戸沢
      - 直弥沢
      - 上別所沢

    - 上勝田沢
    - タキヤツ
    - 落合谷津
    - 榎戸谷津

## 参考資料
- 市議会だより平成19年12月15日（八街市）
- 市議会だより平成20年11月1日（八街市）
- 平成19年第3回酒々井町議会定例会
- 平成23年第5回酒々井町議会定例会
- 佐倉市議会会議録　平成12年3月定例会（3月8日）
- 佐倉市議会会議録　平成14年3月定例会（3月12日）